# História dos judeus na Albânia
A história dos judeus na Albânia remonta a cerca de 2.000 anos. De acordo com o historiador Apostol Kotani (Albânia e os judeus):  "Os judeus podem ter chegado pela primeira vez à Albânia já em 70 d.C. como prisioneiros em navios romanos que foram arrastados para a costa sul do país.
Descendentes desses cativos que construiriam a primeira sinagoga na cidade portuária do sul de Sarandë no século V... [mas] Pouco se sabe sobre a comunidade judaica na área até o século XV."
No início do século XVI, houve assentamentos judeus na maioria das principais cidades da Albânia, como Berat, Elbasan, Vlorë, Durrës e também relatados também na região do Kosovo. Estas famílias judias eram principalmente de origem sefardita e descendentes dos judeus espanhóis e portugueses expulsos da Ibéria no final do século XV d.C. Os judeus albaneses atuais, predominantemente de romanioto

## Período antigo
Os primeiros relatos de judeus que vivem na Albânia datam de 70 d.C., com o pensamento de que os judeus chegaram primeiro em navios nas margens do sul da Albânia

## Período medieval e otomano
No século XII, Benjamin de Tudela visitou a área e registrou que havia judeus.